# Voilier blanc
Pour les articles homonymes, voir Voilier (homonymie).
Iphiclides feisthamelii
Espèce
Le Voilier blanc ou Flambé ibérique, Iphiclides feisthamelii, est une espèce de Lépidoptère de la famille des Papilionidae, de la sous-famille des Papilioninae et du genre Iphiclides. Il est parfois classé  comme une sous-espèce d'Iphiclides podalirius.

## Description
Le Voilier blanc est comme le Flambé un grand papillon de forme vaguement triangulaire possédant une queue, qui présente sur un fond très blanc six rayures noires disposées en éventail sur l'aile antérieure et sur l'aile postérieure une bordure noire et des lunules marginales bleues ainsi qu'un ocelle anal bleu cerné de noir et surmonté d'un arc orange. 

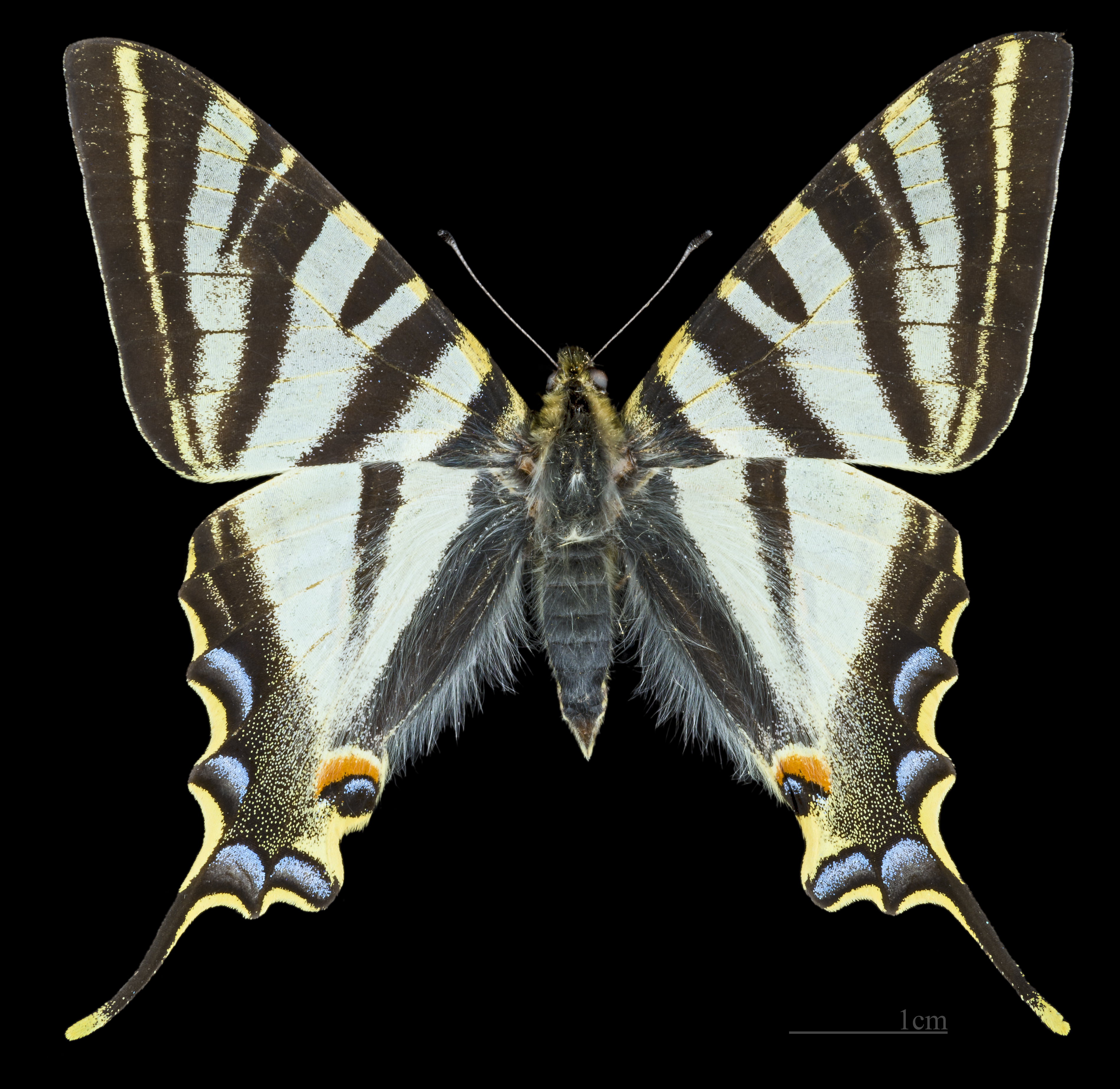
♂
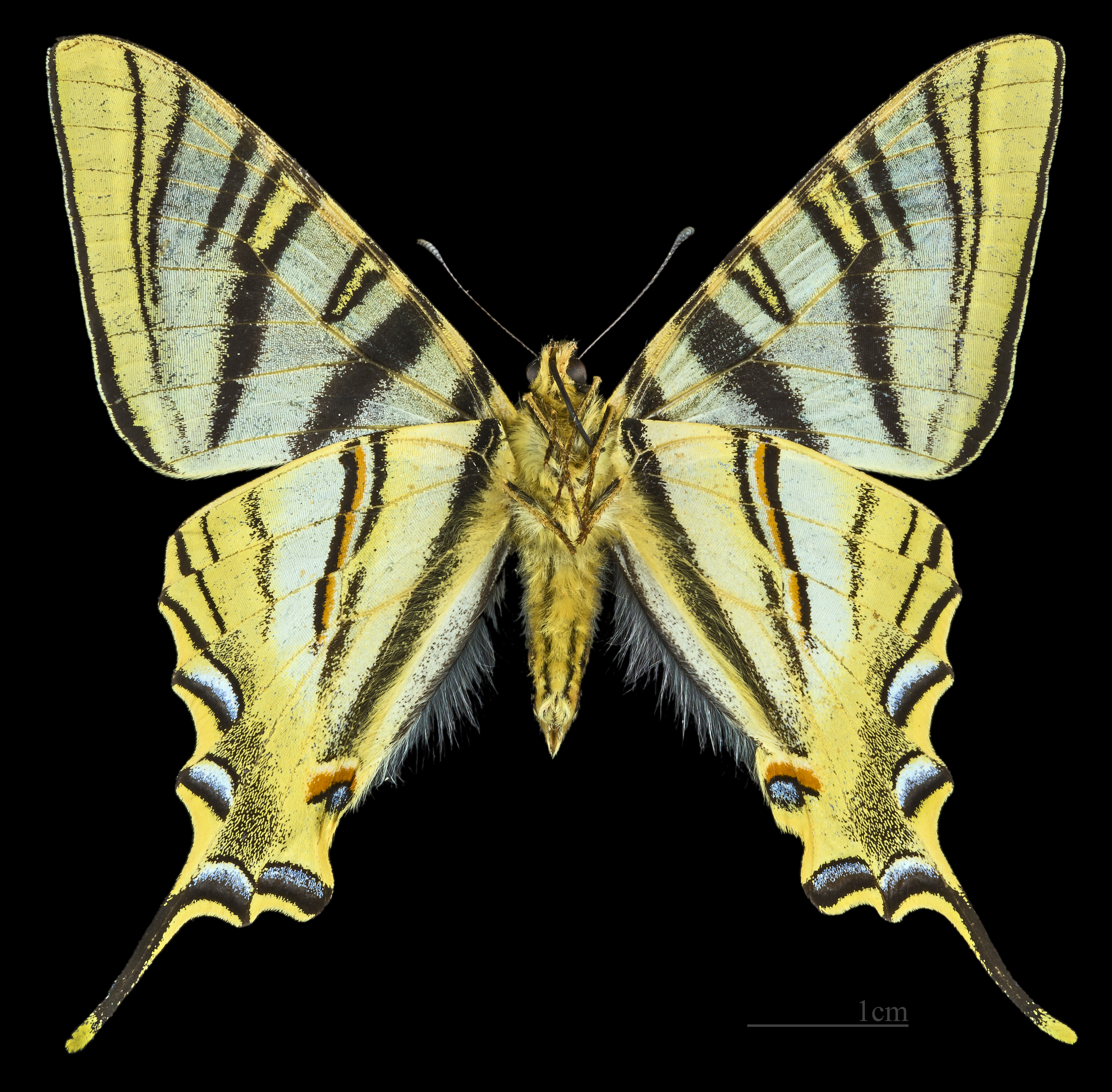
♂ △
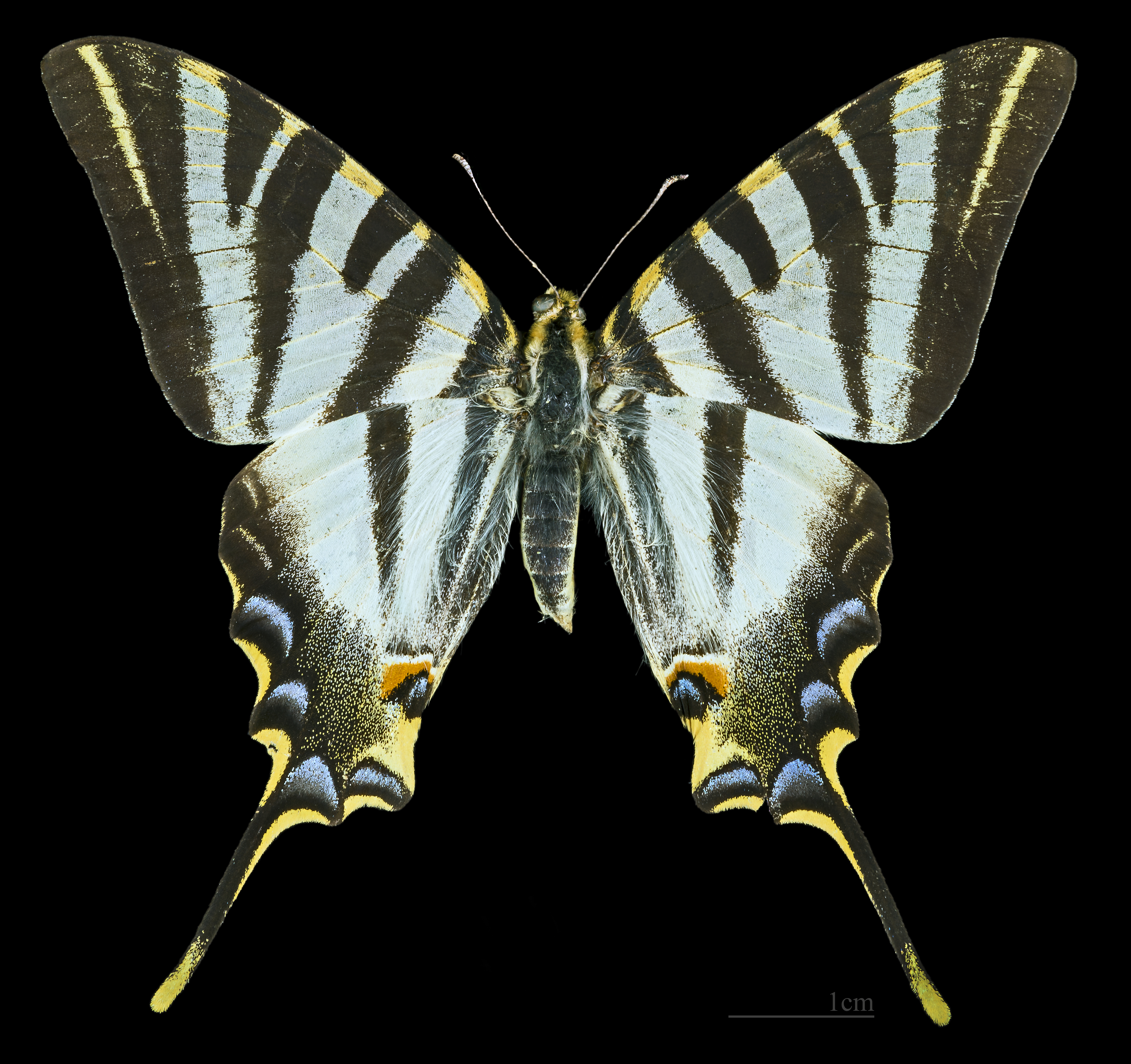
♀
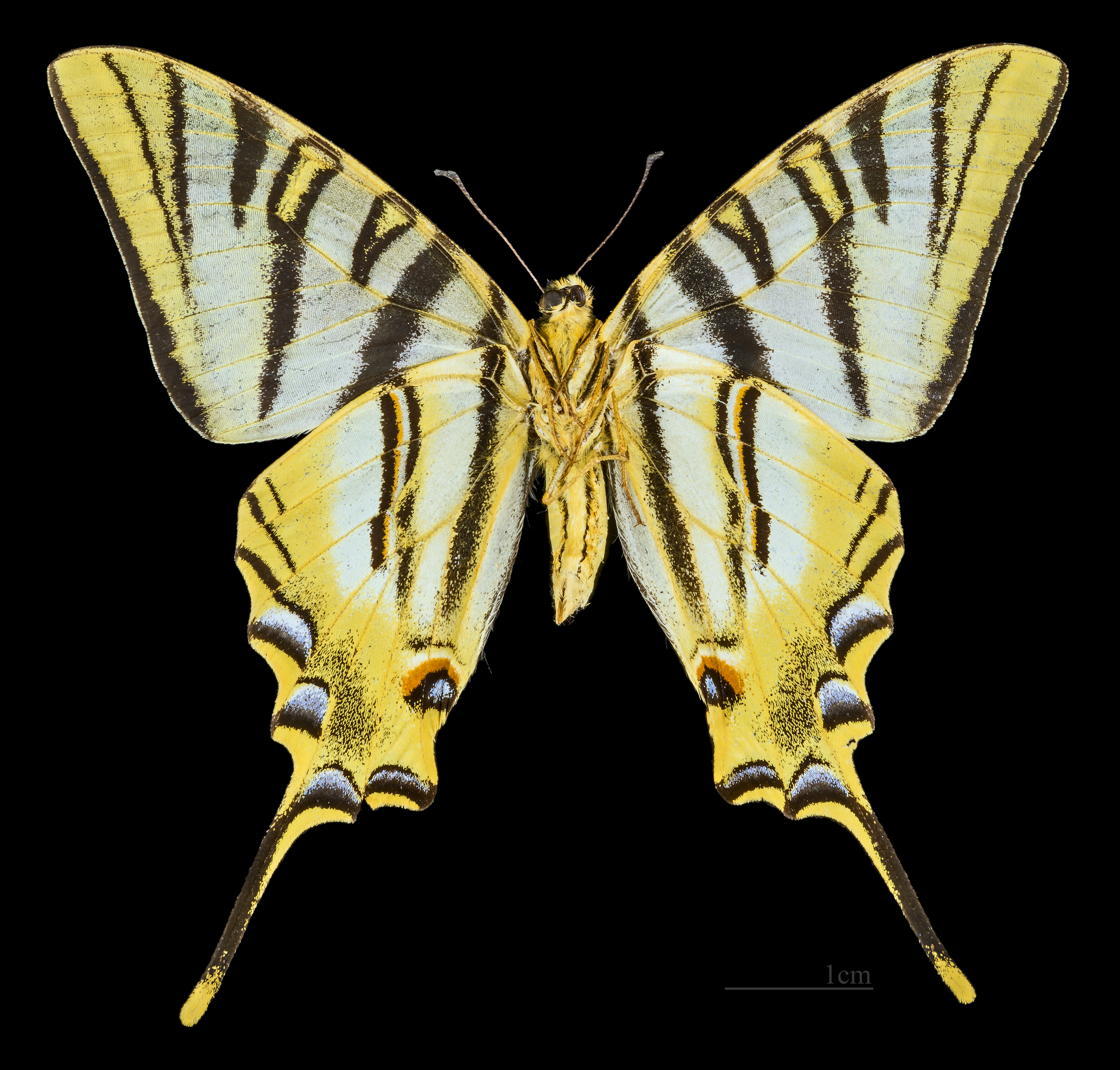
♀ △

### Chenille et chrysalide
Le Voilier blanc pond ses œufs d'avril à août. La larve, noire devient verte après la seconde mue. Puis après huit semaines, elle se transforme en chrysalide sur sa plante hôte.

## Biologie

### Période de vol et hivernation
Le Voilier blanc hiverne à l’état de chrysalide.
Il vole de fin mars à septembre.
Il a une, deux, ou trois générations par an.
Il est migrateur dans la partie nord de son aire.

### Plantes hôtes
Les plantes hôtes de sa chenille sont des Prunus (amandier : Prunus dulcis syn. Prunus amygdaloides, Prunus insitia, Prunus longpipes, Prunus persica), Pyrus communis, Malus domestica et Crataegus oxyacantha.

## Répartition et habitat
Répartition
Il est présent en Afrique du Nord, (Maroc, Algérie, Tunisie), dans la péninsule Ibérique, et dans les Pyrénées.
Depuis 1980 il n'a été inventorié que dans deux départements français, l'Aude et les Pyrénées-Orientales, en Haute Savoie en 2025 et aussi dans les monts du Lyonnais en 2017. 
Habitat
Des lieux fleuris divers lui conviennent, jusqu'à 1500 mètres.

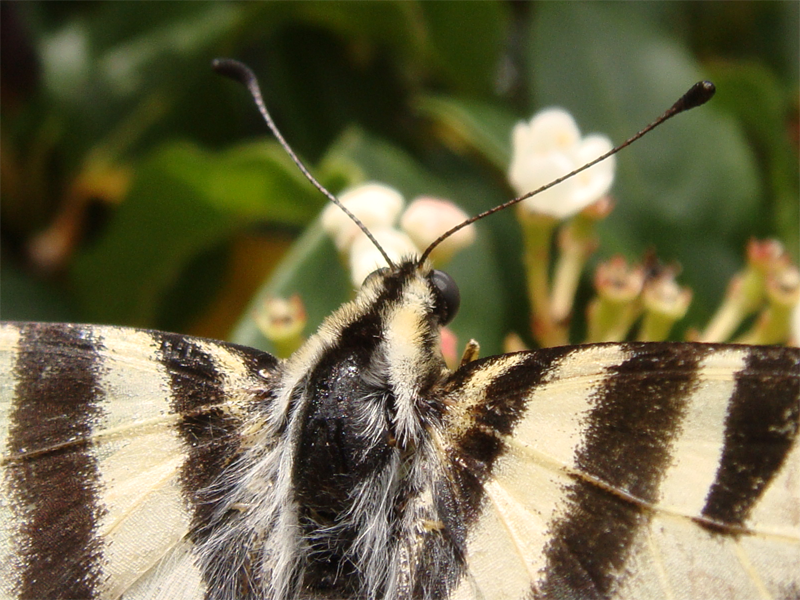
Vue de sa tête et de ses antennes

## Systématique
L’espèce Iphiclides feisthamelii a été décrite par l'entomologiste français Duponchel, en 1832, sous le nom initial de Papilio feisthamelii.

### Synonymie
- Papilio feisthamelii Duponchel, 1832 Protonyme
- Papilio podalirius ab. latteri Austaut, 1879[5]
- Papilio podalirius ab. lotteri Austaut, 1879[6]
- Papilio podalirius feisthameli Rothschild, 1895[7];
- Papilio podalirius f. interjecta Verity, 1911[8]
- Papilio feisthameli f. maura Verity, 1911[9]
- Papilio podalirius maura ab. asymetrica Holl, 1912[10]

## Nom vernaculaire
- Le Voilier blanc

### Taxinomie
Liste des sous-espèces
- Iphiclides feisthamelii f. latteri
- Iphiclides feisthamelii f. mieglii[1].